# 右文説
右文説（うぶんせつ）とは、漢字の形声文字において声符こそが意味を表している「会意形声文字」があるとする説。

## 概要
漢字のうち、形声文字に分類される字は意味を表す部分（意符）と発音を示す部分（声符）に分けられるが、通説では意味がない「声符」にも意味があり、同じ声符を持つ漢字は似た意味があるという説である。
一部の漢字学者が唱えているが、あてはまる・はてはまらないの基準が曖昧なため、学問的には立証されていない民間語源説の一つである。

## この説の起こり
晋の楊泉『物理論』では「金に在りては『堅』といい、草木に在りては『緊』といい、人に在りては『賢』という」とあり、声符が同じ字に意味上のつながりがあることを指摘していた。
北宋の沈括『夢渓筆談』巻14によれば、右文説を体系化したのは王聖美という宋の学者であると言い、この人の説を以下のように紹介している。
とある。「文」とは『説文解字』にある象形文字や指事文字といったそれ以上分割できない単体の漢字であり、「字」は「文」を組み合わせた形声文字や会意文字といった合体の漢字のことである。従来、『説文解字』を始めとする字書ではその字義を偏の「左文」に求めてきたのであるが、王聖美は「左文」の部首の意味以外に、旁の「右文」すなわち声符にも意味があると主張した。いわゆる「会意形声」という新しい漢字の成り立ちを主張したのである。
この説に似た話は王安石『字説』などにも見られるが、当時から疑問視されており、王安石は友人の蘇軾にこの話をしたところ、いつも簡単に論破されてしまったという。王安石の右文説を蘇軾がからかったという以下の逸話が、逸話集『鶴林玉露（1248～52年成立）』や明の馮夢竜の逸話小説集『警世通言』に引かれている。
このように右文説は否定的な意見が多く、特に失政で評判が悪い王安石の唱えた説ということでその後廃れてしまった。
清代になると考証学が起こり、段玉裁といった説文学者らが「音近義通」や「声に因りて義を求む」（因聲求義）といったテーマで右文説を発展させた。近代では章炳麟・劉師培らが研究を行っている。
日本では藤堂明保が王安石の右文説にヒントを得て、「わたしは王安石の右文説を復活させたい」と述べ、字体にかかわらず、音声に共通語源を求める単語家族説を構築した。
ただし、藤堂の説は阿辻哲次が後に「藤堂氏は可という部分が含まれる漢字はすべて曲がったという単語家族であると主張し、例えば『河』という字は曲がっている川の意味で、黄河が内モンゴルで曲がっていることを示したと主張するが、漢字を作った黄河中流域（洛陽や殷墟）の古代中国人が、我々のように衛星写真で黄河が遠く離れた内モンゴルで曲がっていることをどうして理解できただろうか？それを元に漢字がどうして創られたと立証できるのか？」と批判したように、成り立ちがたいものが少なくなく、学問的なコンセンサスを得られなかった。